# ハンティントン・パーク
ハンティントン・パーク（Huntington Park）は、アメリカのオハイオ州コロンバスにある野球場。クリーブランド・ガーディアンズ傘下AAAコロンバス・クリッパーズの本拠地である。

## 歴史
2007年、コロンバス・クリッパーズが以前本拠地としていたクーパー・スタジアムが老朽化のため移転することになり、新球場を建設することを発表。一部の建設に関して入札が行われた際、最低額を提示したリスコ・コントラクティング社が選ばれず、ベイカー建設が選ばれたことから、リスコ社はフランクリン郡を提訴した。フランクリン郡委員会はこれ以上建設を遅らせたくなかったため、リスコ社と契約した。
2009年、「ハンティントン・パーク」として開場。2006年から公園の命名権を買収しているハンティントン・バンクシェアーズによって名づけられた。同年、「ベースボールパーク・ドットコム」によって「the Ballpark of the Year」に選ばれた。